# Rhododendron commutatum
Rhododendron commutatum är en ljungväxtart som beskrevs av Herman Otto Sleumer. Rhododendron commutatum ingår i släktet rododendron, och familjen ljungväxter. Inga underarter finns listade i Catalogue of Life.